# 美羽愛
美羽 愛（みはね あい、7月12日 - ）は、宝塚歌劇団花組に所属する娘役。
大阪府豊中市、市立第十七中学校出身。身長162cm。愛称は「あわちゃん」、「あい」、「あわ」。

## 来歴
2016年、宝塚音楽学校入学。
2018年、音楽学校卒業後、宝塚歌劇団に104期生として入団。入団時の成績は31番。星組公演「ANOTHER WORLD／Killer Rouge」で初舞台。その後、花組に配属。
2021年、柚香光・星風まどかトップコンビ大劇場お披露目となる「元禄バロックロック」で、新人公演初ヒロイン。当初は前年の「はいからさんが通る」で初ヒロイン予定であったが、新型コロナウイルスの影響により、新人公演が休止となる。
2022年のバウ・ワークショップ「殉情」で、バウホール公演初ヒロイン。2020年の「はいからさんが通る」で共に新人公演主演を務める予定であった一之瀬航季と共演を果たし、幻の新人公演コンビ復活となった。
2023年の「舞姫」でバウホール公演単独初ヒロイン。

## 人物
宝塚ファンの祖父に連れられて小学生の頃から舞台を観ており、中学3年の時に「目指してみたら」と、進路として音楽学校受験を勧められた。

## 主な舞台

### 初舞台
- 2018年4 - 6月、星組『ANOTHER WORLD』『Killer Rouge（キラー ルージュ）』（宝塚大劇場のみ）

### 花組時代
- 2018年7 - 10月、『MESSIAH（メサイア）-異聞・天草四郎-』『BEAUTIFUL GARDEN-百花繚乱-』
- 2018年11 - 12月、『メランコリック・ジゴロ』『EXCITER!!2018』（全国ツアー）
- 2019年2 - 4月、『CASANOVA』 - 新人公演：マノン・バレッチ（本役：舞空瞳）
- 2019年6月、『恋スルARENA』（横浜アリーナ）
- 2019年8 - 11月、『A Fairy Tale -青い薔薇の精-』 - シャーロットの幻（11歳）、新人公演：ネリー・グリフィス（本役：春妃うらら）『シャルム!』
- 2020年7 - 11月、『はいからさんが通る』[注釈 2][4][5]
- 2021年1 - 2月、『PRINCE OF ROSES-王冠に導かれし男-』（バウホール） - アン・ネヴィル
- 2021年4 - 7月、『アウグストゥス-尊厳ある者-』『Cool Beast!!』
- 2021年8 - 9月、『哀しみのコルドバ』 - ソニア『Cool Beast!!』（全国ツアー）
- 2021年11 - 12月、『元禄バロックロック』 - カエデ、新人公演：キラ（本役:星風まどか）『The Fascination（ザ ファシネイション）!』（宝塚大劇場） 新人公演初ヒロイン[4][5]
- 2022年1 - 2月、『元禄バロックロック』 - カエデ『The Fascination（ザ ファシネイション）!』（東京宝塚劇場）[注釈 1]
- 2022年3 - 4月、『TOP HAT』（梅田芸術劇場） - ドナ
- 2022年6 - 7月、『巡礼の年〜リスト・フェレンツ、魂の彷徨〜』 - アデル・リュサンド嬢、新人公演：ラプリュナレド伯爵夫人（本役：音くり寿）『Fashionable Empire』（宝塚大劇場）
- 2022年8 - 9月、『巡礼の年〜リスト・フェレンツ、魂の彷徨〜』 - アデル・リュサンド嬢『Fashionable Empire』（東京宝塚劇場）
- 2022年10 - 11月、『殉情（じゅんじょう）』（バウホール） - 春琴 バウWSヒロイン[6][7]
- 2023年1月、『うたかたの恋』 - ソフィー・ホテック『ENCHANTEMENT（アンシャントマン）-華麗なる香水（パルファン）-』（宝塚大劇場）[2]
- 2023年2 - 3月、『うたかたの恋』 - ソフィー・ホテック、新人公演：ラリッシュ伯爵夫人（本役：朝葉ことの）『ENCHANTEMENT（アンシャントマン）-華麗なる香水（パルファン）-』（東京宝塚劇場）[2]
- 2023年5月、『舞姫』（バウホール） - エリス・ワイゲルト バウヒロイン[2][8]
- 2023年7 - 10月、『鴛鴦歌合戦（おしどりうたがっせん）』 - 藤尾、新人公演：七緒（本役：朝葉ことの）『GRAND MIRAGE!』
- 2023年11 - 12月、『BE SHINING!!』（昭和女子大学人見記念講堂・神戸国際会館）
- 2024年2 - 3月、『アルカンシェル』（宝塚大劇場） - シルヴィー
- 2024年4 - 5月、『アルカンシェル』（東京宝塚劇場） - シルヴィー、新人公演：アンヌ（本役：凛乃しづか）
- 2024年7 - 8月、『ドン・ジュアン』（御園座） - エルヴィラ[9]
- 2024年9 - 2025年1月、『エンジェリックライ』 - ルーナ、新人公演：アズラエル（本役：美風舞良）『Jubilee（ジュビリー）』
- 2025年3月、『マジシャンの憂鬱』 - マレーク『Jubilee』（博多座）
- 2025年6 - 9月、『悪魔城ドラキュラ／愛, Love Revue!』 - アネット・ラーネッド
- 2025年11 - 12月、『DEAN』（ドラマシティ・日本青年館ホール）